# LXI Korpus Rezerwowy (III Rzesza)
LXI Korpus Rezerwowy (niem. LXI. Reserve-Korps) – korpus piechoty Wehrmachtu, z okresu II wojny światowej.
Korpus został sformowany 2 września 1942 roku w Królewcu w I Okręgu Wojskowym jako LXI Korpus Rezerwowy, w celu nadzorowania dywizji rezerwowych w okupowanej przez III Rzeszę Polsce. Po około dwuletniej działalności, 21 lutego 1944 roku został rozwiązany. 

## Dowódcy korpusu
- gen. Edgar Theisen (od powstania do rozwiązania)[2]

## Struktura organizacyjna
Skład w czerwcu 1944 roku:
- 141 Dywizja Rezerwowa
- 151 Dywizja Rezerwowa